# Ojo de Agua (departement)
Ojo de Agua is een departement in de Argentijnse provincie Santiago del Estero. Het departement (Spaans:  departamento) heeft een oppervlakte van 6.269 km² en telt 13.352 inwoners.

## Plaatsen in departement Ojo de Agua
- Sol de Julio
- Villa Ojo de Agua